# Раве, Илька
Илька Раве (впоследствии поменял имя на Гилель Раве; ивр. אילקה (הלל) רווה‎; 17 декабря 1916, Баку, Российская империя — 17 августа 2002, Израиль) — израильский певец и флейтист. Обладал необыкновенно сильным басом. Вместе с женой создал дуэт «Илька и Авива» (ивр. אילקה ואביבה‎), который приобрёл известность после Второй мировой войны и особенно во время Войны за независимость. После распада дуэта выступал с сольными концертами — пел, играл на флейте и рассказывал об устройстве флейт.

## Биография
Гилель Раве родился в 1916 году в Баку, а в возрасте 4-х лет переехал вместе с родителями в Палестину. Будучи подростком, стал членом Хаганы. Во время Второй мировой войны служил в Еврейской бригаде в составе британской армии. Находясь на службе, во время езды на мотоцикле попал в аварию, в результате чего ему ампутировали ногу. Во время Войны за независимость жил вместе с женой Авивой, профессиональной певицей, в Нью-Йорке, где в составе делегации Хаганы под руководством Тедди Колека участвовал в мероприятиях по сбору средств для Государства Израиль. Супруги Раве выступали перед участниками мероприятий: Авива пела, а Илька аккомпанировал ей на флейте. Прожив три года в Нью-Йорке, они приобрели известность: вышло пять их пластинок в США и в Англии.
По возвращении в Израиль супруги организовали музыкальный дуэт «Илька и Авива», который вскоре стал одним из наиболее популярных в Израиле. Дуэт выступал в Израиле и за границей с израильскими песнями, песнями на русском языке, а также песнями на русские мелодии с текстом на иврите. В 1970-х годах Илька и Авива расстались, и дуэт распался. Илька выступал с сольными концертами в клубах, в армии, в кибуцах, а также на различных мероприятиях. Во время войны Судного дня выступал перед бойцами Цахала.
На протяжении всей жизни он изготавливал флейты самостоятельно из кусков дерева, которые собирал на берегах Иордана.
Гилель Раве умер 17 августа 2002 года. В день его смерти Или Горлицкий сказал:

Мы все выросли на песнях Ильки и Авивы. У Ильки был сильный бас, а когда он не пел, то обычно вынимал флейту — и играл.
Оригинальный текст (иврит)כולנו גדלנו על השירים של אילקה ואביבה. לאילקה היה קול בס חזק, וכשלא שר, הוא היה מוציא את החליל - ומנגן

## Дискография
- Shepherd and other folk songs — израильский фольклор (1953), New York: Folkways Records[англ.][5][9].
- Ilka sings great Russian favorities (Илка исполняет известные русские песни) (1958), Tel Aviv: Makolit Records[10].
- Hillel Raveh sings songs of the Israel Defence Army (1959), New York: Folkways Records[11][12].